# Боэтусеи
Боэтусе́и (ивр. בייתוסים‎) — в талмудической литературе используется как одно из названий для саддукеев.
Секта существовала в течение приблизительно ста лет, предшествующих разрушению Иерусалима в 70 г. н. э.. Впервые упоминается во время рабби Иоханана бен-Заккая.
Вскоре после окончательного уничтожения Маккавеевой династии Иродом (37 год до н. э.) к старой саддукейской партии примкнул священнический род Боэтусеев, родоначальник которых, Боэтус, выдал дочь свою за Ирода и был возведён последним в сан первосвященника. Получив власть, боэтусеи слились с саддукеями в одну партию.
Некоторые исследователи отождествляют боэтусеев с ессеями.